# David Drysdale

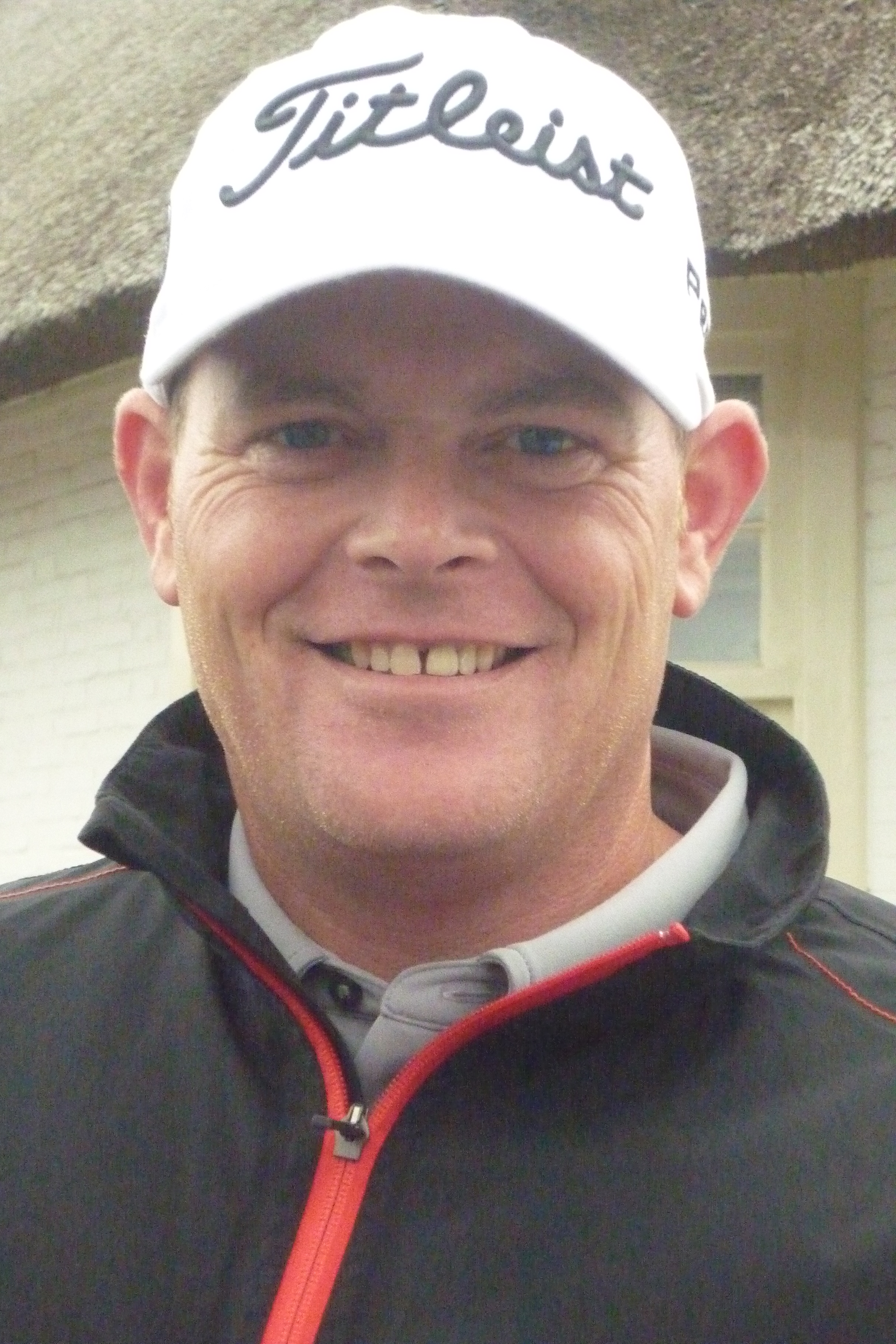
KLM Open 2013

David S. Drysdale (Edinburgh, 19 maart 1975) is een golfprofessional uit Schotland.
David begon op 12-jarige leeftijd met golf. Hij trouwde in 2004 en woont met zijn vrouw Vicky in Cockburnspath, Berwickshire.

## Professional
Drysdale werd in 1995 professional en heeft sinds 2000 op de Challenge Tour en de Europese Tour (2006, 2008) gespeeld. Sinds 1997 heeft hij bijna ieder jaar de Tourschool moeten bezoeken.
In 2004 won Drysdale het laatste Challenge-toernooi van het jaar, de Grand Final, in een play-off tegen de Zweed. Met de overwinning werd hij 12de van de Challenge Tour (CT) en verdiende hiermee zijn spelerskaart voor de Europese PGA Tour (ET) van 2005. Hij speelde de laatste ronde met Sam Walker, die voor het toernooi op de 13de plaats van de ranglijst stond. Door een laatste ronde van 67 kwam Walker nog net op de 15de plaats en kreeg ook een spelerskaart voor 2005.
In 2009 haalde hij drie top-3 plaatsen en verdient hij op de Europese Tour voor het eerste genoeg om zijn spelerskaart te behouden. Hij staat eind september op de 47ste plaats op de Race to Dubai.

### Gewonnen
- 2004: Bouygues Telecom Grand Final (CT) op de Golf du Médoc
- 2006: Peugeot Challenge op El Prat

### Teams
- World Cup: 2009